# Кикнадзе, Евгений Иванович
Евгений Иванович Кикнадзе (1888 — после 1917) — капитан лейб-гвардии 3-го стрелкового полка, герой Первой мировой войны.

## Биография
Из дворян. Сын полковника Ивана Зурабовича Кикнадзе. Уроженец Кутаисской губернии.
Окончил Тифлисский кадетский корпус (1907) и Александровское военное училище (1909), откуда выпущен был подпоручиком в 155-й пехотный Кубинский полк. 7 ноября 1909 года переведен в 13-й лейб-гренадерский Эриванский полк. Произведен в поручики 25 декабря 1912 года.
В Первую мировую войну вступил в рядах лейб-эриванцев. Был начальником пулеметной команды. Произведен в штабс-капитаны 1 марта 1916 года. 17 ноября 1916 года переведен в лейб-гвардии 3-й стрелковый полк. Удостоен ордена Св. Георгия 4-й степени
За то, что в бою 15 июля 1916 года у д. Щурин, командуя 4-й ротой названного полка, под сильнейшим неприятельским обстрелом во главе роты бросился в атаку, преодолев трудно-проходимое болото, шириною в версту, и несколько рядов проволочных заграждений, штыковым ударом овладел сильно укрепленной неприятельской позицией и захватил два действовавших пулемета.
Произведен в капитаны 4 марта 1917 года. Дальнейшая судьба неизвестна. Умер до 1935 года.

## Награды
- Орден Святой Анны 4-й ст. с надписью «за храбрость» (ВП 3.09.1915)
- Орден Святого Станислава 3-й ст. с мечами и бантом (ВП 20.02.1916)
- Орден Святой Анны 3-й ст. с мечами и бантом (ВП 11.09.1916)
- Орден Святого Станислава 2-й ст. с мечами (ВП 11.09.1916)
- Орден Святой Анны 2-й ст. с мечами (ВП 11.02.1917)
- Орден Святого Георгия 4-й ст. (ПАФ 19.04.1917)